# Vesna (grup de música)
Vesna és un grup de música txec.

## Biografia
El grup va ser fundat l'any 2016 per Patricie Fuxová. Mentre estudiava al conservatori, va tenir la idea de crear un grup totalment femení que celebrés la feminitat i l'eslavisme. A més de Fuxová, Vesna estava formada originalment per la violinista Bára Šůstková, la flautista Andrea Šulcová i Tanita Yankovová.
El 2017, el grup va llançar un primer senzill. La cançó es titulava Morana, el nom de la deessa de l'hivern. La cançó va ser gravada en col·laboració amb l'Orquestra Simfònica Nacional Txeca. Van gravar tres senzills més junts: Mokoš, Vesna i Živa, amb el nom de les deesses de la tardor, la primavera i l'estiu respectivament.
El 2018, Šulcová va deixar el grup. Va ser substituïda per la pianista Olesya Ocepovská i la bateria Markéta Vedralová. El novembre del mateix any Vesna va publicar el seu primer àlbum «Pátá Bohyně». El 2020 va seguir un segon àlbum titulat «Anima».
Al principi del 2023, Vesna va participar en la preselecció txeca per al Festival de la Cançó d'Eurovisió. Amb la cançó «My Sister's Crown», el grup de música va guanyar la final, cosa que li va permetre representar Txèquia en el Festival de la Cançó d'Eurovisió 2023, que se celebrarà a la ciutat britànica de Liverpool.